# Lussekatt

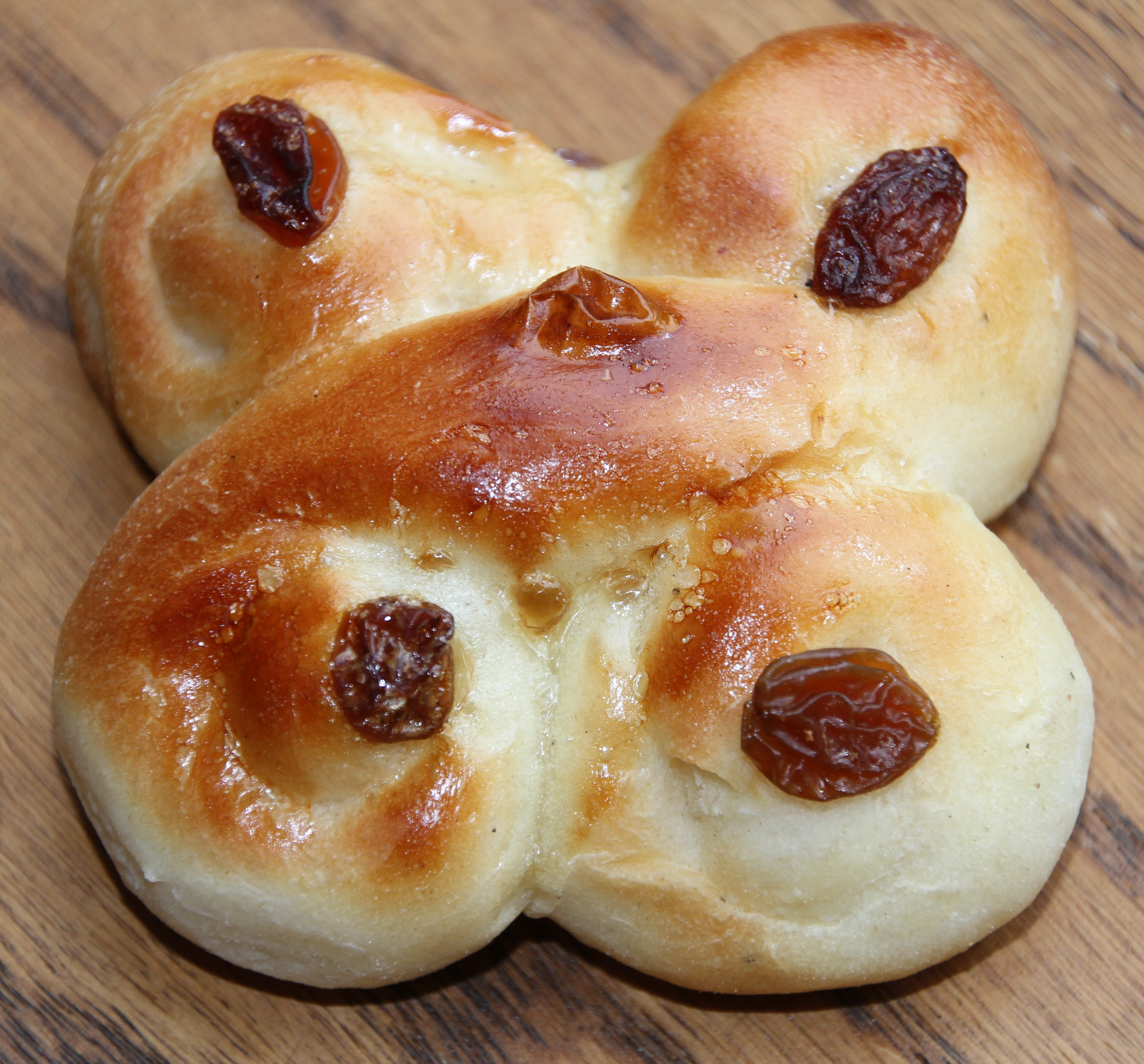
Lussekatt.

Le lussekatt, lussebulle, lussekuse, saffranskuse ou encore julkuse, est une pâtisserie suédoise fortement liée aux célébrations de la Sainte-Lucie. Les lussekatter sont de petites brioches d'une couleur très jaune due au safran utilisé pour leur confection.

## Historique
La création des lussekatt n'a rien à voir avec la Sainte-Lucie, le nom de cette pâtisserie venant de Lucifer. Pour trouver l'origine de cette gourmandise, il faut retourner dans l'Allemagne du XVIIe siècle. Le diable, déguisé en chat (katt en suédois), frappait les enfants alors que Jésus partageait des petits pains avec les enfants sages. Pour éloigner le diable qui craignait la lumière, Jésus eut l'idée de colorer ses petits pains avec du safran. Les petits pains désormais lumineux effrayèrent ainsi le chat Lucifer (Lussekatt). Les lyssekatter portent aussi parfois le nom de dövelskatter ou dyvelskatter (formes dialectales de djävulskatter, chats du diable).
À la fin du XVIIe siècle, la tradition du lussekatten arriva en Suède dans le Mälardalen où il était préparé et mangé dans les familles les plus fortunées. Il faut attendre le XIXe siècle, alors que l'on commence à célébrer la Sainte-Lucie en Suède, pour voir la tradition du lussekatt se répandre dans tout le pays.

## Aspect et variation

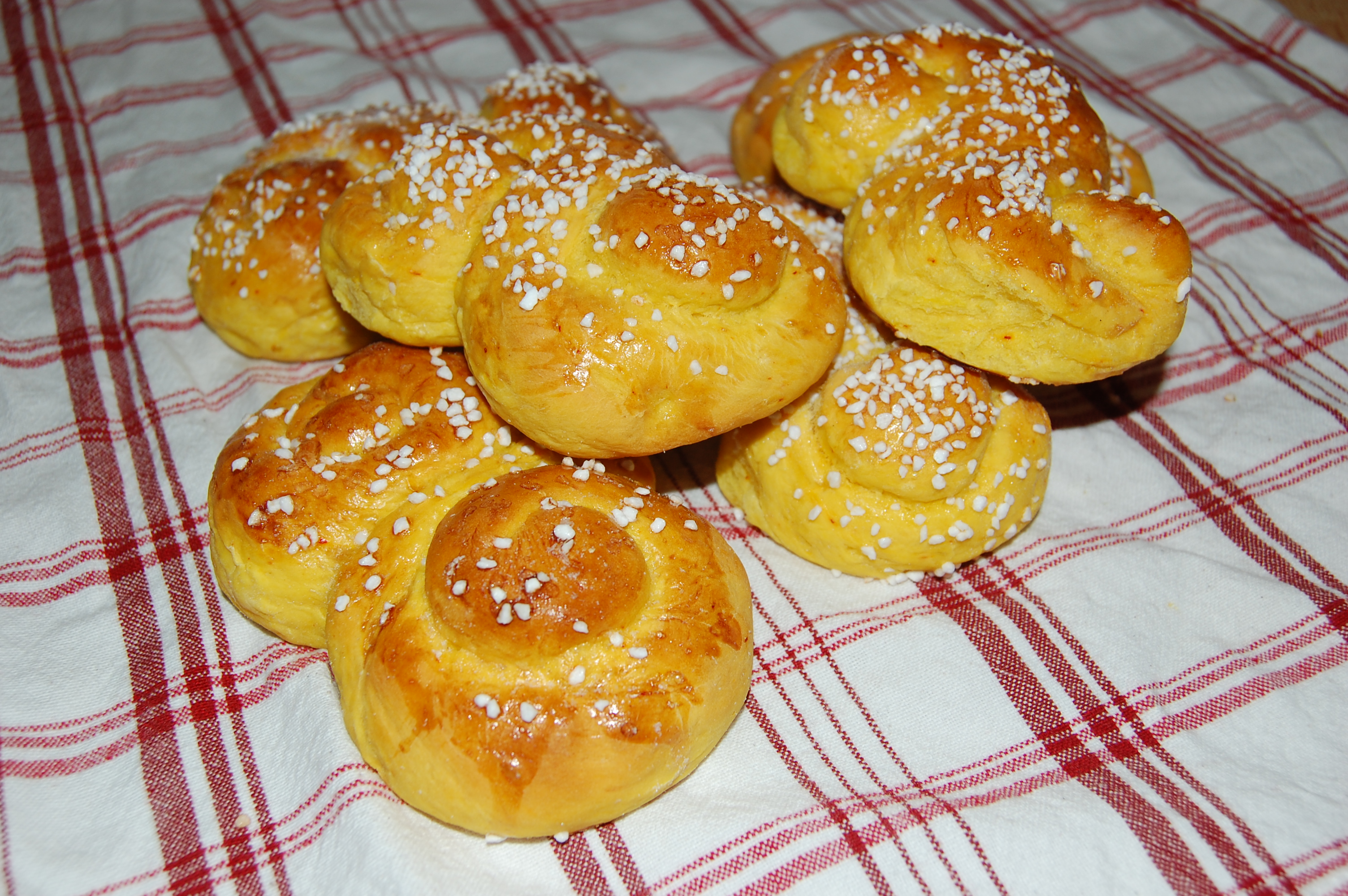
Lussekatter avec du sucre en grain.

Les lussekatter peuvent prendre des aspects très divers et sont parfois agrémentés de sucre en grain ou d'amandes. Sa forme la plus traditionnelle est celle d'un « S » dont les deux extrémités sont enroulées sur elles-mêmes avec un raisin sec placé en leur centre. Il est aussi fréquent de superposer deux de ces « S » en forme de croix. Ce type de lussekatt est alors appelé gullvagn (char doré), julvagn (char de Noël) ou julkors (croix de Noël). Un lindebarn (enfant emmailloté) est une brioche en forme de « U » dont les bases ont été enroulées ensembles. On y ajoute parfois deux raisins secs pour en former les yeux. Il existe beaucoup d'autres variantes parfois très élaborées. Il semble toutefois que la plupart des formes traditionnelles trouvent leur origine dans des motifs nordiques remontant parfois à l'Âge du bronze.